# Episodi di Una famiglia americana (settima stagione)
La settima stagione della serie televisiva Una famiglia americana è stata trasmessa in anteprima negli Stati Uniti d'America dalla CBS tra il 21 settembre 1978 e il 22 marzo 1979.
| nº | Titolo originale        | Titolo italiano | Prima TV USA      | Prima TV Italia |
| -- | ----------------------- | --------------- | ----------------- | --------------- |
| 1  | The Empty Nest (Part 1) |                 | 21 settembre 1978 |                 |
| 2  | The Empty Nest (Part 2) |                 | 21 settembre 1978 |                 |
| 3  | The Calling             |                 | 28 settembre 1978 |                 |
| 4  | The Moonshiner          |                 | 12 ottobre 1978   |                 |
| 5  | The Obsession           |                 | 19 ottobre 1978   |                 |
| 6  | The Changeling          |                 | 26 ottobre 1978   |                 |
| 7  | The Portrait            |                 | 2 novembre 1978   |                 |
| 8  | The Captive             |                 | 9 novembre 1978   |                 |
| 9  | The Illusion            |                 | 16 novembre 1978  |                 |
| 10 | The Beau                |                 | 23 novembre 1978  |                 |
| 11 | Day of Infamy           |                 | 7 dicembre 1978   |                 |
| 12 | The Yearning            |                 | 14 dicembre 1978  |                 |
| 13 | The Boosters            |                 | 28 dicembre 1978  |                 |
| 14 | The Conscience          |                 | 4 gennaio 1979    |                 |
| 15 | The Obstacle            |                 | 11 gennaio 1979   |                 |
| 16 | The Parting             |                 | 18 gennaio 1979   |                 |
| 17 | The Burden              |                 | 25 gennaio 1979   |                 |
| 18 | The Pin-Up              |                 | 8 febbraio 1979   |                 |
| 19 | The Attack              |                 | 15 febbraio 1979  |                 |
| 20 | The Legacy              |                 | 22 febbraio 1979  |                 |
| 21 | The Outsider            |                 | 1º marzo 1979     |                 |
| 22 | The Torch               |                 | 8 marzo 1979      |                 |
| 23 | The Tailspin            |                 | 15 marzo 1979     |                 |
| 24 | Founder's Day           |                 | 22 marzo 1979     |                 |